# Bauartgenehmigung
Die  Bauartgenehmigung ist ein Begriff aus den Vorschriften der deutschen Straßenverkehrs-Zulassungs-Ordnung (StVZO) bezüglich Fahrzeugteilen und Allgemeiner Betriebserlaubnis.
Im Zuge der Globalisierung tritt an seine Stelle heute meist die Regelung nach der EU-Konformitätsbewertung oder der ECE-Regelungen.

## Rechtliche Grundlage
Die rechtliche Grundlage ist der § 22a der deutschen StVZO, wonach bestimmte, an Fahrzeugen (gleichgültig ob zulassungspflichtig oder zulassungsfrei) verwendete Einrichtungen in einer amtlich genehmigten Bauart ausgeführt sein müssen. 
Nach § 22a Absatz 2 StVZO erfolgt das Genehmigungsverfahren gemäß der Fahrzeugteileverordnung (FzTV). Gemäß § 1 Absatz 1 dieser Verordnung kann die Genehmigung der Bauart von Fahrzeugteilen als Allgemeine Bauartgenehmigung (ABG) für seriengefertigte (§§ 2–10) oder als Bauartgenehmigung im Einzelfall - Einzelgenehmigung - (EBG) für einzelne nicht zu einem genehmigten Typ gehörige Teile erteilt werden (§§ 11–14).
Fahrzeugteile, die in einer amtlich genehmigten Bauart ausgeführt sein müssen, dürfen zur Verwendung im Geltungsbereich der deutschen StVZO nur feilgeboten, veräußert, erworben oder verwendet werden, wenn sie mit einem amtlich vorgeschriebenen und zugeteilten Prüfzeichen gekennzeichnet sind. (22a StVZO Absatz 2) Dies gilt jedoch nicht für Einrichtungen, für die eine Einzelgenehmigung im Sinne der Fahrzeugteileverordnung erteilt worden ist. Werden solche Einrichtungen im Verkehr verwendet, so ist die Urkunde über die Genehmigung mitzuführen und zuständigen Personen auf Verlangen zur Prüfung auszuhändigen; dies gilt nicht, wenn die Genehmigung aus dem Fahrzeugschein, aus dem Nachweis nach § 4 Absatz 5 der Fahrzeug-Zulassungsverordnung oder aus dem statt der Zulassungsbescheinigung Teil II mitgeführten Anhängerverzeichnis hervorgeht.
Nichtbauartgenehmigte Fahrzeugteile im Sinne von § 22a Absatz 1 StVZO dürfen nicht zum Verkauf angeboten werden, wenn die objektive Möglichkeit besteht, dass sie in Deutschland und damit im Geltungsbereich der StVZO verwendet werden.

## Verfahren
Die Genehmigung erfolgt durch das Kraftfahrtbundesamt (KBA) auf schriftlichen Antrag des Herstellers. Dem Antrag ist das Gutachten einer Prüfstelle beizufügen. Je nach Fahrzeugteil sind bestimmte Prüfstellen wie z. B. der TÜV oder andere technische Prüfstellen zuständig. Das Kraftfahrt-Bundesamt erteilt die schriftliche Bauartgenehmigung und bestimmt auch eventuelle Auflagen, Einschränkungen oder Ausnahmen.

## Allgemeine Bauartgenehmigung

### Prüfzeichen und Kennbuchstaben des Prüfzeichens

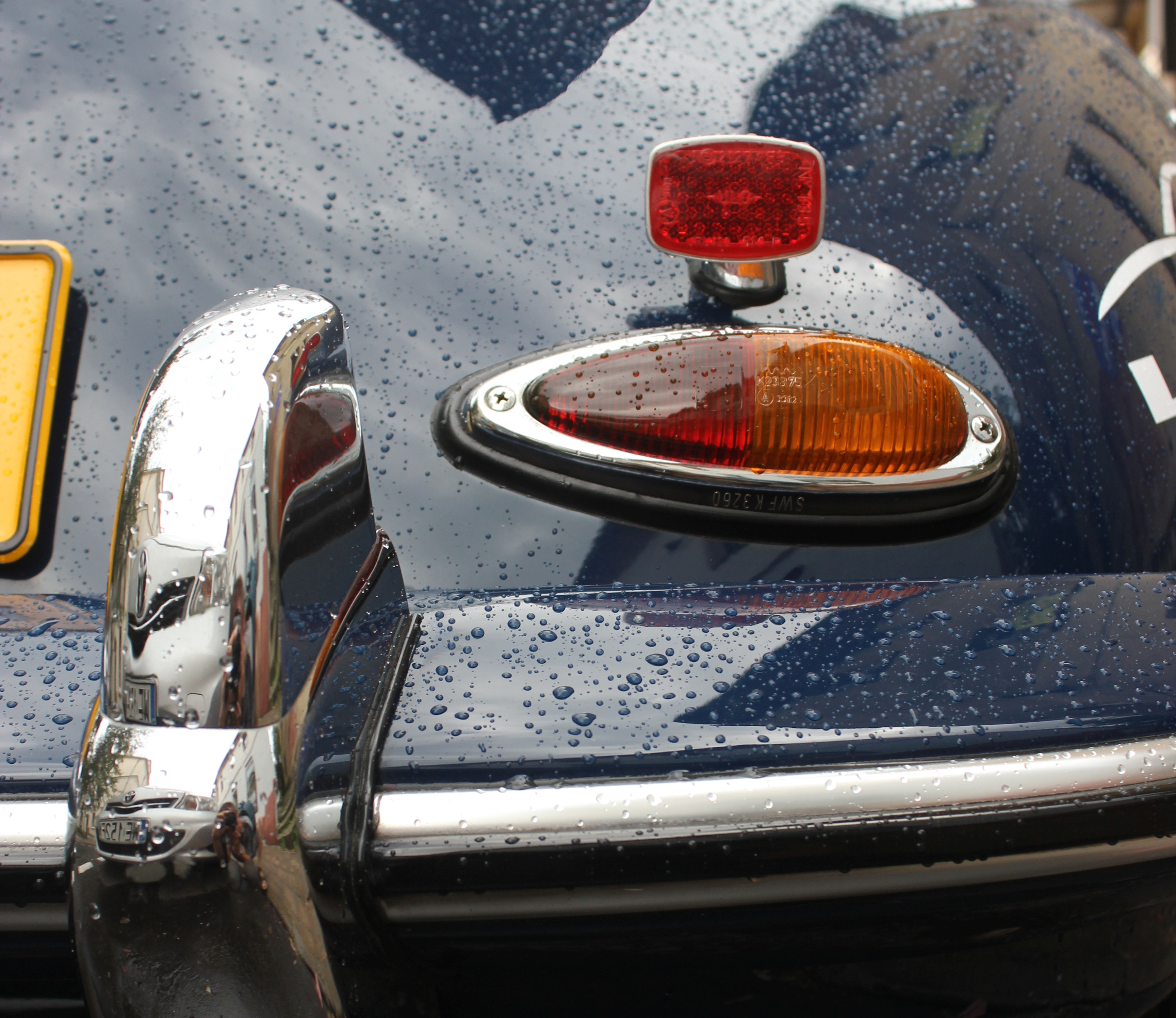
Rückleuchten-Einheit eines Porsche 356 mit Prüfzeichen (zum Vergrößern auf das Bild klicken). Das Prüfzeichen besteht aus einer Wellenlinie von drei Perioden und – im vorliegenden Fall – dem Kennbuchstaben „K“ für lichttechnische Einrichtungen sowie der Nummer 23375.

In einer vom Kraftfahrt-Bundesamt erteilten Allgemeine Bauartgenehmigung wird das, nach dem Muster in Anlage 3 zu § 7 Absatz 1 FzTV, zugeteilte Prüfzeichen festgelegt (§ 4 Absatz 1 und § 7 Absatz 1 Satz 4 FzTV). Das Prüfzeichen besteht aus einer Wellenlinie von drei Perioden, einem oder zwei Kennbuchstaben, einer Nummer und, soweit erforderlich, zusätzlichen Zeichen. Der Kennbuchstabe bezeichnet die Art der Fahrzeugteile nach folgender Aufstellung:
- D für Sicherheitsglas und Folien zur Aufbringung auf Scheiben von Fahrzeugen
- E für Fahrtschreiber
- F für Auflaufbremsen und Teile davon
- K für lichttechnische Einrichtungen
- L für Gleitschutzeinrichtungen
- M für Einrichtungen zur Verbindung von Fahrzeugen
- R für Reifen
- S für Heizungen
- W für Warneinrichtungen mit einer Folge von Klängen verschiedener Grundfrequenzen (Einsatzhorn).

Werden Fahrzeugteile aus zwei unterschiedlichen Arten gemeinsam genehmigt, so enthält das Prüfzeichen beide Kennbuchstaben. (§ 7 Absatz 1 FzTV)
Prüfzeichen, die vor dem 19. November 1998 aufgrund von Bauartgenehmigungen zugeteilt wurden und einen der folgenden Kennbuchstaben enthalten, dürfen bis zum Erlöschen der jeweiligen Bauartgenehmigung weiterhin angebracht werden und gelten unverändert fort (§ 7 Absatz 3 FzTV)
- A: Technische Prüfstelle für den Kraftfahrzeugverkehr des TÜV Berlin-Brandenburg e. V. (zuständig für: Beiwagen von Krafträdern)
- T: alle anderen Technischen Prüfstellen für den Kraftfahrzeugverkehr (zuständig für: Beiwagen von Krafträdern)
- B: Physikalisch-Technische Bundesanstalt in Braunschweig (zuständig für: Fahrtschreiber)
- C: Technische Prüfstelle für den Kraftfahrzeugverkehr an der Technischen Universität Berlin in Berlin-Charlottenburg (zuständig für: Heizungen, Auflaufbremsen, Einrichtungen zur Verbindung von Fahrzeugen);

dies gilt auch für den Unterscheidungsbuchstaben E für Fahrtschreiber, geprüft durch die Landeseichdirektion Nordrhein-Westfalen in Köln. (Diese Kennbuchstaben werden bei der Erteilung einer Bauartgenehmigung heute nicht mehr neu zugeteilt.) (Anlage 2 Teil 2 (zu § 7 Abs. 3) FzTV)
Nach der vor dem 19. November 1998 geltenden Fassung der Fahrzeugteileverordnung war jeder Prüfstelle ein Kennbuchstabe (früher: Unterscheidungsbuchstabe der Prüfstelle) zugewiesen, den diese bei der Erteilung von Bauartgenehmigungen im zugeteilten Prüfzeichen verwendete. Nachfolgend sind jene aktuellen Prüfstellen mit den bisher von ihnen zugeteilten Kennbuchstaben aufgelistet, die Prüfstellen gemäß § 5 Absatz 1 Satz 2 Nr. 1 FzTV sind:
- D: Materialprüfungsamt Nordrhein-Westfalen (bisher zuständig für: Sicherheitsglas einschließlich Folien zur Aufbringung auf Scheiben von Fahrzeugen)
- E: TÜV NORD Mobilität GmbH & Co. KG → IFM – Institut für Fahrzeugtechnik und Mobilität (bisher zuständig für: Fahrtschreiber)
- F: RWTÜV Fahrzeug GmbH (bisher zuständig für: Auflaufbremsen, Einrichtungen zur Verbindung von Fahrzeugen)
- G: Staatliche Materialprüfungsanstalt an der Universität Stuttgart (bisher zuständig für: Sicherheitsgurte, Rückhalteeinrichtungen für Kinder in Kraftfahrzeugen)
- K: Lichttechnisches Institut der Universität Karlsruhe Prüfstelle für Lichttechnische Einrichtungen an Fahrzeugen (bisher zuständig für: lichttechnische Einrichtungen)
- L: Prüfungskommission für Gleitschutzeinrichtungen beim Kraftfahrt-Bundesamt (bisher zuständig für: Gleitschutzeinrichtungen)
- M: TÜV AUTOMOTIVE GMBH Unternehmensgruppe TÜV Süddeutschland Bereich München (bisher zuständig für:Einrichtungen zur Verbindung von Fahrzeugen, Auflaufbremsen, Warneinrichtungen mit einer Folge von Klängen verschiedener Grundfrequenz - Einsatzhorn)
- N: DEKRA Typprüfstelle/Technischer Dienst der DEKRA Automobil AG (bisher zuständig für: Heizungen, Gleitschutzeinrichtungen, Scheiben aus Sicherheitsglas, Auflaufbremsen, Einrichtungen zur Verbindung von Fahrzeugen, Warneinrichtungen mit einer Folge von Klängen verschiedener Grundfrequenzen - Einsatzhorn, Sicherheitsgurte, Rückhalteeinrichtungen für Kinder in Kraftfahrzeugen, Fahrtschreiber und Kontrollgeräte)
- S: Prüfstelle für Fahrzeugteile im Forschungsinstitut für Kraftfahrwesen und Fahrzeugmotoren (bisher zuständig für: Heizungen) (Anlage 2 Teil 1 (zu § 5 Abs. 1 Satz 2 Nr. 1 und 2, § 7 Abs. 3) FzTV)

Technische Dienste, die nach § 30 der EG-Fahrzeuggenehmigungsverordnung anerkannt sind, sind ebenfalls Prüfstellen (gemäß § 5 Absatz 1 Satz 2 Nr. 3 FzTV).
Früher gab es weitere Prüfstellen mit eigenen Unterscheidungsbuchstaben, die heute keine Prüfstellen gemäß § 5 Absatz 1 Satz 2 Nr. 1 FzTV sind:
- I: Institut für Fahrzeugtechnik der Technischen Hochschule Braunschweig
- H: Institut für Kraftfahrwesen an der Technischen Hochschule Hannover (nur bei Bauartgenehmigungen auf Grund einer vor dem 20. Juli 1958 durchgeführten Prüfung durch dieses Institut)
- W: Werkstoffprüfungsamt der Freien und Hansestadt Hamburg
- P: Physikalisch-Technische Bundesanstalt, Institut Berlin, in Berlin-Charlottenburg.[3]

Prüfzeichen, das mit der Erteilung einer Allgemeinen Bauartgenehmigung zugeteilt wird, wenn das Genehmigungsverfahren unter Bedingungen durchgeführt worden, die von der Bundesrepublik Deutschland mit anderen Staaten vereinbart worden sind. Das Prüfzeichen besteht aus einem Kreis, in dessen Innerem sich der Buchstabe "E" und die Kennzahl 1 für die Bundesrepublik Deutschland befinden, sowie aus der Genehmigungsnummer. Letztere muss außerhalb des Kreises angebracht sein (ist in der obigen Abbildung nicht enthalten).

#### Prüfzeichen bei Genehmigungsverfahren aufgrund internationaler Vereinbarungen
Ist das Genehmigungsverfahren unter Bedingungen durchgeführt worden, die von der Bundesrepublik Deutschland mit anderen Staaten vereinbart worden sind, so ist für das entsprechende Fahrzeugteil ein Prüfzeichen zuzuteilen, das aus einem Kreis besteht, in dessen Innerem sich der Buchstabe "E" und die Kennzahl 1 für die Bundesrepublik Deutschland befinden, sowie aus der Genehmigungsnummer. Letztere muss außerhalb des Kreises angebracht sein. (E-Prüfzeichen) (§ 7 Absatz 2 FzTV)

### Übereinstimmung der Produktion
Das Kraftfahrt-Bundesamt kann ohne vorherige Ankündigung während der üblichen Geschäftszeiten bei Inhabern der Genehmigung prüfen oder prüfen lassen, ob Fahrzeugteile, deren Bauart amtlich genehmigt ist und die das zugeteilte Prüfzeichen tragen, mit den amtlichen Bauartgenehmigungen übereinstimmen und ob Fahrzeugteile, die in amtlich genehmigter Bauart ausgeführt sein müssen, in Ausführungen feilgeboten werden, an denen das vorgeschriebene Prüfzeichen fehlt oder unbefugt angebracht ist (Produktprüfung). Es kann zu diesem Zweck auch Proben entnehmen oder entnehmen lassen (§ 9 Absatz 2 FzTV).